# Котлярівка (селище)
Котлярі́вка — селище Покровської міської громади Покровського району Донецької області, в Україні. У селищі мешкає 30 людей.

## Загальні відомості
Відстань до райцентру становить близько 35 км і проходить автошляхом Т 0515. Землі Котлярівки межують із територією села Новопавлівка Межівського району Дніпропетровської області.

## Населення
За даними перепису 2001 року населення селища становило 103 особи, з них 81,55 % зазначили рідною мову українську, 16,5 % — російську та 1,94 % — білоруську.